# Hiroshi Hoshina

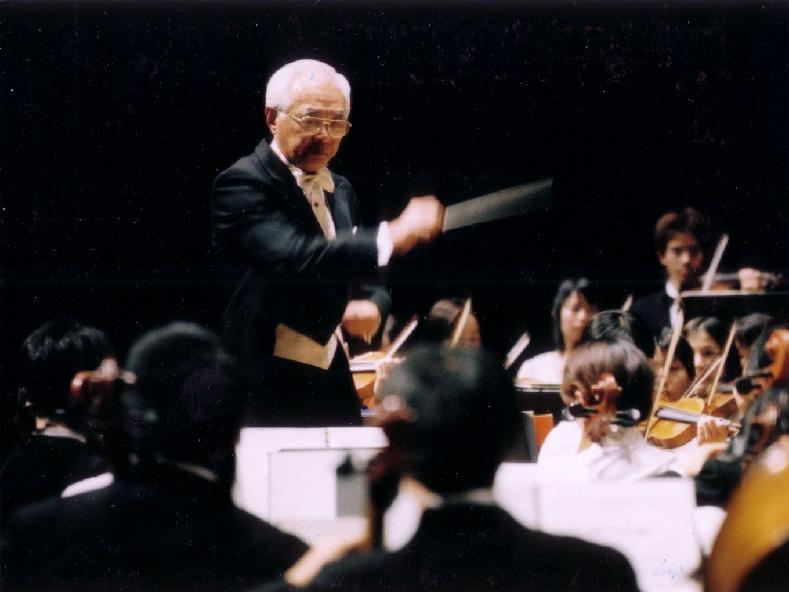
Hiroshi Hoshina im Konzert der 50-Jahr-Feier des Okayama Univercity Symphony Orchestra in Osaka 2003

Hiroshi Hoshina (japanisch 保科 洋, Hoshina Hiroshi; * 31. Januar 1936 in Tokio, Japan) ist ein japanischer Komponist und Dirigent.
Er absolvierte sein Musikstudium an der National University of Fine Arts and Music in Tokio und diplomierte im Fach Komposition. 1987 gewann er den Mainichi Music Composition Contest mit dem Satz Aside aus seiner Komposition Fu-Mon. Er schrieb mehrere Pflichtwerke für den All Japan Band Contest. Seine Oper, die über den Atombombenabwurf in Hiroshima handelt, fand weltweit große Anerkennung. Er ist als Gastdirigent und Leiter von Workshops und Clinics ein begehrter Mann.
Derzeit ist er ferner Professor der Hyogo University of Education und an der Aichi Prefectural University of Fine Arts and Music.

## Werke

### Werke für Blasorchester
- 1972 A Symphonic Conclusion
- 1974 Capris for Symphonic Band
- 1980 Ko shi: An Ancient Festival
- 1987 Fū-Mon
- 1988 Deux Paysages Sonores
- Albireo
- A Paean to the Clear Autumn Sky
- Catastrophe for Symphonic Band
- Ceremonial Dance
- Concertino for Solo Tuba & Winds
- Fanfare and Celebration
- illumination - nostalgie de jeunesse
- Lamentation
- Meditation
- Mémoire
- Mnémosyne -Souvenirs d'année en anée
- Over the Glory
- Pastorale
- Savanna
- Shuei
- Symphonic Metamorphosis "Rei Mei"
- Symphonic Ode
- SYUEI-Meditation for Windorchestra
- to May

### Werke für Kammermusik
- Fantasy for Euphonium & Piano
- Chant du crepuscule - Concertino pour Bassoon (Euphonium) et Piano